# Premio alla carriera - European Film Awards
I vincitori del European Film Awards alla carriera, sono stati i seguenti:

## Albo d'oro

### Anni 1980
- 1988
  -  Ingmar Bergman - Regista, sceneggiatore, produttore
  -  Marcello Mastroianni - Attore
- 1989:  Federico Fellini - Regista, sceneggiatore

### Anni 1990
- 1990:  Andrzej Wajda - Regista
- 1991: / Alexandre Trauner - Scenografo
- 1992: / Billy Wilder - Regista
- 1993:  Michelangelo Antonioni - Regista, sceneggiatore, montatore
- 1994:  Robert Bresson - Regista
- 1995:  Marcel Carné - Regista
- 1996:  Alec Guinness - Attore
- 1997:  Jeanne Moreau - Attrice
- 1999:  Ennio Morricone - Compositore

### Anni 2000
- 2000:  Richard Harris - Attore, produttore, regista
- 2001:  Monty Python - Gruppo comico
- 2002:  Tonino Guerra - Sceneggiatore, poeta
- 2003:  Claude Chabrol - Regista
- 2004:  Carlos Saura - Regista, sceneggiatore, fotografo
- 2005:  Sean Connery - Attore, produttore
- 2006: / Roman Polański - Regista, sceneggiatore, attore, produttore
- 2007:  Jean-Luc Godard - Regista, sceneggiatore
- 2008:  Judi Dench - Attrice
- 2009:  Ken Loach - Regista

### Anni 2010
- 2010:  Bruno Ganz - Attore
- 2011:  Stephen Frears - Regista
- 2012:  Bernardo Bertolucci - Regista, sceneggiatore
- 2013:  Catherine Deneuve - Attrice, produttrice
- 2014: / Agnès Varda - Regista, sceneggiatrice
- 2015:  Charlotte Rampling - Attrice
- 2016:  Jean-Claude Carrière - Sceneggiatore, attore
- 2017:  Aleksandr Sokurov - Regista, sceneggiatore
- 2018:  Carmen Maura - Attrice
- 2019:  Werner Herzog - Regista, sceneggiatore

### Anni 2020
- 2020: non assegnato
- 2021:  Márta Mészáros - Regista
- 2022:  Margarethe von Trotta - Regista
- 2023:  Vanessa Redgrave - Attrice
- 2024:  Wim Wenders - Regista